# Сан Вито Романо
Сан Вито Романо (итал. San Vito Romano) је насеље у Италији у округу Рим, региону Лацио.
Према процени из 2011. у насељу је живело 3337 становника. Насеље се налази на надморској висини од 695 м.

## Становништво
Према резултатима пописа становништва 2011. у општини је живело 3.366 становника.
| 1931. | 1936. | 1951. | 1961. | 1971. | 1981. | 1991. | 2001. | 2011. |
| ----- | ----- | ----- | ----- | ----- | ----- | ----- | ----- | ----- |
| 4.258 | 4.201 | 4.523 | 3.895 | 3.524 | 3.180 | 3.268 | 3.269 | 3.366 |

## Партнерски градови
- Sankt Veit im Mühlkreis